# 绿尾虹雉
绿尾虹雉（學名：Lophophorus lhuysii）又名贝母鸡、鹰鸡、火炭鸡、羊鸡，是虹雉属的一种鸟类。为中国特有种。

## 生态环境
绿尾虹雉与其他虹雉属鸟类一样是活动于高山草甸的雉类，栖息于海拔相对较低的松林中或由高山杜鹃组成的灌丛中。

## 分布地域
绿尾虹雉是中国特有鸟种，仅见于四川、甘肃南部、青海南部及云南西北部海拔3,000‒4,900米的山区。

## 特征
绿尾虹雉属于体形较大的雉类，体长在75厘米左右。本物种雄雌异色。雄性成鸟通体以深蓝紫色为基调；头顶、面部、耳部为带金属光泽的绿色，冠羽稍长形成凤头，凤头蓝紫色，由头顶的绿色到紫色的凤头颜色过渡平缓，栖止由于姿态的原因，凤头常常严密地覆盖在后颈上而难于观察，但这个凤头是区分本物种与近似的白尾梢虹雉雄鸟的一个重要特征；眼先天蓝色的皮肤裸露；喙长而且下弯，显得强劲有力，这是与其挖食植物地下部分的习性向适应的；颈侧、后颈、肩部的羽毛为带金属光泽的铜棕色，形成一块漂亮的披肩；翼上覆羽和飞羽均为带金属光泽的蓝紫色，从不同角度观察羽毛会显出不同的颜色；上下背和尾上覆羽则为雪白色，但平时常被双翅覆盖而看不到，当它们伸展双翅的时候雪白的背部和深色的双翅有着鲜明的对比；尾羽与飞羽同色；除了颌部、喉部、腹部的部分羽毛端部呈带金属光泽的深蓝绿色外，整个下体黑色。雌鸟形体与雄鸟相似，但颜色暗哑，以褐色为基调，面部和颌部浅色，眼周为一圈蓝色的裸露皮肤，下体深褐色具由羽干形成的白色纵斑；翅棕褐色；上下背和尾上覆羽雪白色，这是其他虹雉属鸟类雌性所不具有的，也是本物种雌鸟的一个重要鉴别特征。虹膜为褐色；强劲有力的喙为灰黑色；雄鸟的足为暗角质色而雌性为淡角质色。

## 食物
绿尾虹雉是典型的植食性鸟类，它们在高海拔的高山草甸和灌丛中靠挖掘植物的根、地下茎、球茎等地下部分为食，他们呈钩形粗壮有力的喙也是为适应这种生活而进化出来的，据分布地山民观察，本物种非常喜欢取食贝母的球茎，因此在当地，本物种的土名叫做贝母鸡。

## 繁殖与保护
据北京动物园的研究，在人工饲养的条件下，绿尾虹雉在每年的4－5月间产卵繁殖，每巢产卵3－5枚，卵呈暗棕黄色，被大小不一的紫色斑点。  
- CITES濒危等级： 附录I 生效年代：1997年
- IUCN濒危等级： VU C2a 生效年代：2003年
- 中国国家重点保护等级： 一级 生效年代：1989年
- 中国濒危动物红皮书等级： 濒危 生效年代：1996年

## 濒危因素
栖息地破坏和非法捕猎是对绿尾虹雉最大的威胁，绿尾虹雉适宜的栖息地是高海拔的草甸和灌丛，这些生境生态承载力差，当地山民的放牧和采药等活动对它们的栖息地造成一定程度的破坏；另外由于本物种体形较大是当地山民的食物来源之一，因而受到捕猎的威胁。